# Francisco Cruceta
Denny Bautista, né le 4 juillet 1981 à Concepción de La Vega (République dominicaine), est un joueur dominicain de baseball qui évolua en Ligue majeure de baseball de 2004 à 2008. Après la saison 2008, ce lanceur de relève compte 19 matchs joués et une moyenne de points mérités de 7,96.